# Polyrhachis laevissima
Polyrhachis laevissima är en myrart som beskrevs av Smith 1858. Polyrhachis laevissima ingår i släktet Polyrhachis och familjen myror.

## Underarter
Arten delas in i följande underarter:
- P. l. aruensis
- P. l. dichroa
- P. l. laevissima